# توماس سبنسر هاريس
توماس سبنسر هاريس (بالإنجليزية: Thomas Spencer Harris)‏ هو رئيس تحرير صحيفة وصحفي أمريكي، ولد في 1836، وتوفي في 1893.